# Покрован
Покрова́н (болг. Покрован) — село в Хасковській області Болгарії. Входить до складу общини Івайловград.
В Україні Покрован є дуже відомим серед туристів, бажаючих подорожувати, відпочити або навіть і придбати собі нерухомість у теплих краях.

## Населення
За даними перепису населення 2011 року у селі проживала 101 особа, усі — болгари.
Розподіл населення за віком у 2011 році:
Динаміка населення: